# Élections législatives de 1988 dans l'Ariège
Les élections législatives françaises de 1988 se déroulent les 5 et 12 juin 1988. Dans le département de l'Ariège, deux députés étaient à élire dans deux circonscriptions.

## Élus
| Circonscription | Député sortant        | Parti                 | Parti                 | Député élu         | Parti | Parti |
| --------------- | --------------------- | --------------------- | --------------------- | ------------------ | ----- | ----- |
| 1re             | Scrutin proportionnel | Scrutin proportionnel | Scrutin proportionnel | Augustin Bonrepaux |       | PS    |
| 2e              | Scrutin proportionnel | Scrutin proportionnel | Scrutin proportionnel | René Massat        |       | PS    |

## Positionnement des partis
L'UDF et le RPR se présentent unis sous l'étiquette « Union du Rassemblement et du Centre » tandis que les candidats du Parti socialiste se rangent sous la bannière de la « Majorité présidentielle pour la France unie », slogan de la campagne présidentielle de François Mitterrand.

## Résultats

### Résultats au niveau du département
| Parti          | Parti                               | Premier tour | Premier tour | Second tour | Second tour | Sièges |
| Parti          | Parti                               | Voix         | %            | Voix        | %           | Sièges |
| -------------- | ----------------------------------- | ------------ | ------------ | ----------- | ----------- | ------ |
|                | Parti socialiste                    | 38 713       | 52,40        | 24 665      | 61,68       | 2      |
|                | La France unie                      | 38 713       | 52,40        | 24 665      | 61,68       | 2      |
|                |                                     |              |              |             |             |        |
|                | Divers droite                       | 12 513       | 16,94        | 15 322      | 38,32       | 0      |
|                | Rassemblement pour la République    | 7 940        | 10,75        |             |             | 0      |
|                | Union du Rassemblement et du Centre | 20 453       | 27,69        | 15 322      | 38,32       | 0      |
|                |                                     |              |              |             |             |        |
|                | Parti communiste français           | 10 189       | 13,79        |             |             | 0      |
|                | Front national                      | 4 268        | 5,78         | 0           |             |        |
|                | Extrême droite                      | 253          | 0,34         | 0           |             |        |
|                |                                     |              |              |             |             |        |
| Inscrits       | Inscrits                            | 108 126      | 100,00       | 54 843      | 100,00      | 2      |
| Abstentions    | Abstentions                         | 32 514       | 30,07        | 13 615      | 24,83       |        |
| Votants        | Votants                             | 75 612       | 69,93        | 41 228      | 75,17       |        |
| Blancs et nuls | Blancs et nuls                      | 1 736        | 2,3          | 1 241       | 3,01        |        |
| Exprimés       | Exprimés                            | 73 876       | 97,7         | 39 987      | 96,99       |        |

### Résultats par circonscription

#### Première circonscription (Foix)
|                | Augustin Bonrepaux sortant réélu | PS             | 21 616 | 59,75  |  |  |  |
|                | Jean-Pierre Tireau               | RPR (URC)      | 7 940  | 21,95  |  |  |  |
|                | Jean Laille                      | PCF            | 4 352  | 12,03  |  |  |  |
|                | Gabriel Callioni                 | FN             | 2 268  | 6,27   |  |  |  |
|                |                                  |                |        |        |  |  |  |
| Inscrits       | Inscrits                         | Inscrits       | 53 356 | 100,00 |  |  |  |
| Abstentions    | Abstentions                      | Abstentions    | 16 267 | 30,49  |  |  |  |
| Votants        | Votants                          | Votants        | 37 089 | 69,51  |  |  |  |
| Blancs et nuls | Blancs et nuls                   | Blancs et nuls | 913    | 2,46   |  |  |  |
| Exprimés       | Exprimés                         | Exprimés       | 36 176 | 97,54  |  |  |  |

#### Deuxième circonscription (Pamiers)
| Candidat       | Candidat         | Parti               | Premier tour | Premier tour | Second tour | Second tour |  |
| Candidat       | Candidat         | Parti               | Voix         | %            | Voix        | %           |  |
| -------------- | ---------------- | ------------------- | ------------ | ------------ | ----------- | ----------- |  |
|                | René Massat élu  | PS                  | 17 097       | 45,35        | 24 665      | 61,68       |  |
|                | André Trigano    | Divers droite (URC) | 9 323        | 24,73        | 15 322      | 38,32       |  |
|                | Gilbert Seguéla  | PCF                 | 5 837        | 15,48        |             |             |  |
|                | Gérard Legrand   | Divers droite       | 3 190        | 8,46         |             |             |  |
|                | René Commes      | FN                  | 2 000        | 5,31         |             |             |  |
|                | Périco Boucherle | Extrême droite      | 253          | 0,67         |             |             |  |
|                |                  |                     |              |              |             |             |  |
| Inscrits       | Inscrits         | Inscrits            | 54 770       | 100,00       | 54 843      | 100,00      |  |
| Abstentions    | Abstentions      | Abstentions         | 16 247       | 29,66        | 13 615      | 24,83       |  |
| Votants        | Votants          | Votants             | 38 523       | 70,34        | 41 228      | 75,17       |  |
| Blancs et nuls | Blancs et nuls   | Blancs et nuls      | 823          | 2,14         | 1 241       | 3,01        |  |
| Exprimés       | Exprimés         | Exprimés            | 37 700       | 97,86        | 39 987      | 96,99       |  |